# Porożnyj chriebiet
Porożnyj chriebiet (ros. Пoрoжный хребет) – pasmo górskie w azjatyckiej części Rosji (Jakucja), w środkowej części Gór Czerskiego.
Znajduje się na południe o głównej grani Gór Czerskiego (pasma Czemałginskij chriebiet i Ułachan-Czistaj), po obu stronach Indygirki, między pasmami Czibagałachskij chriebiet (na północnym zachodzie), a Siljapskij chriebiet (na południu). Ciągnie się równoleżnikowo na długości około 120 km. Najwyższym szczytem jest Czen (2644 m).
Roślinność strefowa. W niższych partiach gór tajga (modrzew, sosna), wyżej karłowate limby i tundra górska.